# Yan Maciel dos Santos
Yan Maciel dos Santos (Río Grande, Brasil; 24 de marzo de 1997) es un futbolista brasileño. Juega de centrocampista y su equipo actual es el  de la .

## Trayectoria

### C. D. Olimpia
El 15 de junio de 2022 se le anunció, junto a Juan Pablo Montes, como refuerzo del C. D. Olimpia.